# Jugoszlávia az 1956. évi téli olimpiai játékokon
Jugoszlávia az olaszországi Cortina d’Ampezzóban megrendezett 1956. évi téli olimpiai játékok egyik részt vevő nemzete volt. Az országot az olimpián 3 sportágban 17 sportoló képviselte, akik érmet nem szereztek.

## Alpesisí
Férfi
| Versenyző      | Versenyszám      | 1. futam | 1. futam | 2. futam | 2. futam | Összesítés | Összesítés |
| Versenyző      | Versenyszám      | Idő      | Hely.    | Idő      | Hely.    | Idő        | Helyezés   |
| -------------- | ---------------- | -------- | -------- | -------- | -------- | ---------- | ---------- |
| Franc Cvenkelj | Lesiklás         |          |          |          |          | 3:28,5     | 22.        |
| Franc Cvenkelj | Műlesiklás       | 1:58,3   | 42.*     | 2:28,6   | 40.*     | 4:26,9     | 42.        |
| Franc Cvenkelj | Óriás-műlesiklás |          |          |          |          | 3:33,7     | 40.        |
| Ludvig Dornig  | Lesiklás         |          |          |          |          | 3:41,1     | 29.        |
| Ludvig Dornig  | Műlesiklás       | 1:49,3   | 35.      | 2:13,4   | 25.      | 4:02,7     | 28.        |
| Ludvig Dornig  | Óriás-műlesiklás |          |          |          |          | 3:42,4     | 47.        |
| Jože Ilija     | Lesiklás         |          |          |          |          | kizárták   | kizárták   |
| Jože Ilija     | Műlesiklás       | 2:17,5   | 52.      | 2:22,3   | 33.      | 4:39,8     | 43.        |
| Jože Ilija     | Óriás-műlesiklás |          |          |          |          | 3:44,8     | 51.        |

Női
| Versenyző      | Versenyszám      | 1. futam | 1. futam | 2. futam | 2. futam | Összesítés | Összesítés |
| Versenyző      | Versenyszám      | Idő      | Hely.    | Idő      | Hely.    | Idő        | Helyezés   |
| -------------- | ---------------- | -------- | -------- | -------- | -------- | ---------- | ---------- |
| Slava Zupančič | Lesiklás         |          |          |          |          | 1:54,5     | 28.        |
| Slava Zupančič | Műlesiklás       | 1:35,0   | 36.      | 1:08,5   | 23.      | 2:43,5     | 32.        |
| Slava Zupančič | Óriás-műlesiklás |          |          |          |          | 2:07,9     | 32.        |

* - egy másik versenyzővel azonos eredményt ért el

## Sífutás
Férfi
| Versenyző                                                | Versenyszám     | Eredmény | Helyezés |
| -------------------------------------------------------- | --------------- | -------- | -------- |
| Zdravko Hlebanja                                         | 15 km           | 56:32    | 43.      |
| Zdravko Hlebanja                                         | 30 km           | 2:01:47  | 42.      |
| Matevž Kordež                                            | 15 km           | 57:09    | 49.      |
| Matevž Kordež                                            | 30 km           | 1:57:48  | 32.      |
| Cveto Pavčič                                             | 15 km           | 56:55    | 47.      |
| Janez Pavčič                                             | 15 km           | 56:41    | 45.      |
| Janez Pavčič                                             | 30 km           | kizárták | kizárták |
| Štefan Robač                                             | 30 km           | 2:03:55  | 45.*     |
| Štefan Robač                                             | 50 km           | kizárták | kizárták |
| Zdravko Hlebanja Cveto Pavčič Matevž Kordež Janez Pavčič | 4 × 10 km váltó | 2:33:45  | 13.      |

Női
| Versenyző                                        | Versenyszám    | Eredmény | Helyezés |
| ------------------------------------------------ | -------------- | -------- | -------- |
| Amalija Belaj                                    | 10 km          | 45:32    | 32.      |
| Nada Birko-Kustec                                | 10 km          | 46:03    | 35.      |
| Mara Rekar                                       | 10 km          | 45:36    | 33.      |
| Biserka Vodenlič                                 | 10 km          | 46:28    | 36.      |
| Amalija Belaj Biserka Vodenlič Nada Birko-Kustec | 3 × 5 km váltó | 1:18:54  | 9.       |

* - egy másik versenyzővel azonos eredményt ért el

## Síugrás
| Versenyző     | 1. ugrás | 1. ugrás | 1. ugrás | 2. ugrás | 2. ugrás | 2. ugrás | Összesítés | Összesítés |
| Versenyző     | Távolság | Pont     | Hely.    | Távolság | Pont     | Hely.    | Pont       | Helyezés   |
| ------------- | -------- | -------- | -------- | -------- | -------- | -------- | ---------- | ---------- |
| Janez Gorišek | 63,5     | 81,5     | 50.      | 63,5     | 80,5     | 47.*     | 162,0      | 50.        |
| Janez Polda   | 74,5     | 96,5     | 27.      | 74,0     | 95,0     | 24.      | 191,5      | 24.        |
| Albin Rogelj  | 71,0     | 94,0     | 31.**    | 74,5     | 98,5     | 18.*     | 192,5      | 23.        |
| Jože Zidar    | 75,0     | 99,5     | 23.      | 74,0     | 94,5     | 25.      | 194,0      | 22.        |

* - egy másik versenyzővel azonos eredményt ért el

** - két másik versenyzővel azonos eredményt ért el